# 亨利·科歇
亨利·科歇（法語：Henri Cochet，1901年12月14日—1987年4月1日），法国男子网球运动员。他曾代表法国参加1924年夏季奥林匹克运动会网球比赛，获得二枚银牌。他于1976年入选国际网球名人堂。